# مات فيرغسون
مات فيرغسون (بالإنجليزية: Matt Ferguson)‏ هو مسير أعمال أمريكي، ولد في 30 نوفمبر 1966.